# 小狐丸

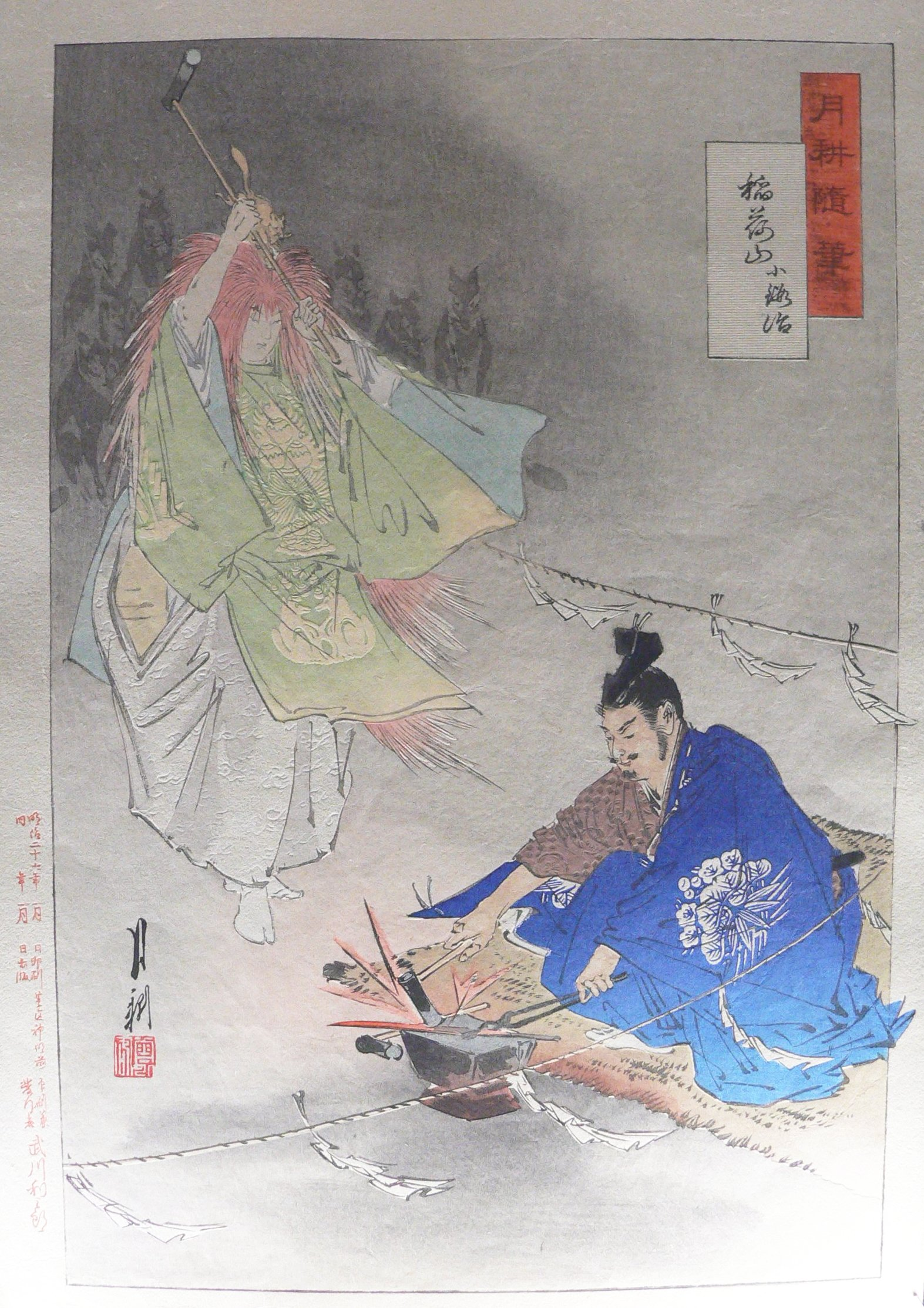
『月耕随筆 稲荷山小鍛治』尾形月耕。謡曲の「小鍛冶」を題材としている

小狐丸（こぎつねまる）は、平安時代に作られたとされる日本刀（太刀）である。同名複数の刀剣が存在するが、本項では三条宗近作と言い伝えられている日本刀を中心に説明する。

## 概要
藤原氏に伝来していた名刀とされており、三条宗近による作品とする説が濃厚とされる。この小狐丸は平安時代末期には九条家にあり、鎌倉時代後期になると鷹司家にあったとされているが後に逸失している。
大阪府東大阪市の石切剣箭神社では、宗近作と言われる小狐丸が所蔵されており、4月の春大祭と10月の秋大祭の時に同神社に収蔵されている三条派有成作の石切丸と共に一般公開される。石切剣箭神社収蔵の小狐丸は、刃長が約53.8センチメートルと脇差サイズであることから、上記の藤原氏伝来の太刀とは別物ともいわれる。しかし、折り返し銘が施されていることから、本来は現存の物よりも長かったと考えられている。
また、石上神宮にも小狐丸と名付けられた太刀があり、2018年9月時点で奈良県の有形文化財に指定されている。この刀の伝来は、江戸時代末期に垂仁天皇陵を盗掘した盗人が小狐丸を盗み出し、その刀を鷹司政通に売り込んだ。政通は不審に思って調査したところ刀は盗品であることが分かり、盗人は磔刑に処され刀は政通によって石上神宮に奉納されたことによる。ただし、銘には「義憲作」と切られていることから古備前派の義憲によって作られたものとされている。

## 関連作品

### 謡曲『小鍛冶』
『小鍛冶（こかじ）』は、室町時代に成立した謡曲。登場人物の橘道成という人物が橘氏系図に現れる人物ではないため史実かは疑わしいとされる。だが、小和田泰経は、道長は一条天皇の岳父である関係から、一条天皇が逝去した際に道長へ下賜された可能性はあると指摘している。

#### 登場人物
- 前シテ:童子
- 後シテ:稲荷明神
- ワキ:三条宗近
- ワキツレ:橘道成

#### あらすじ
時の帝、一条天皇から守り刀を作るよう命ぜられた橘道成は、京の名工として知られる三条宗近に作刀を依頼した。しかし、宗近は満足のいく刀を打てず困り果て、氏神である稲荷明神に詣でて祈願しようとした道中に童子と遭遇し、童子は「安心してください。私が相槌を打ちましょう。」と言うと消え去ってしまった。宗近は不思議に思いながらも作刀の準備を始めると童子に化けていた稲荷明神が現れて、宗近と共に太刀を作った。完成した太刀を見ると素晴らしい出来合いであったため、宗近は「小狐丸」と名付けたとされる。